# Stadion Vašarište
Stadion Vašarište – stadion piłkarski w Požarevacu, w Serbii. Obiekt może pomieścić 3200 widzów. Swoje spotkania rozgrywają na nim piłkarze klubu Mladi Radnik Požarevac.